# إيرين إسر
إيرين إسر (بالإسبانية: Irene Esser)‏ هي عارضة وممثلة فنزويلية، ولدت في 20 نوفمبر 1991 في بويرتو أورداز في فنزويلا.

## وصلات خارجية
- إيرين إسر على موقع IMDb (الإنجليزية)
- إيرين إسر على موقع كينوبويسك (الروسية)